# Nerecznica krótkoostna
Nerecznica krótkoostna, nerecznica ciernista, paprotnik ciernisty (Dryopteris carthusiana (Vill.) H. P. Fuchs) – gatunek rośliny należący do rodziny nerecznicowatych. Szeroko rozprzestrzeniony na półkuli północnej w strefie umiarkowanej. W Polsce w całym kraju pospolity. 

## Morfologia
PokrójPaproć o wysokości zwykle od 20 do 60 cm, rzadko liście nieco wyższe. Kłącze rośnie mniej więcej poziomo.
LiścieO blaszkach w zarysie trójkątnie jajowatych lub podługowatojajowatych, 2-krotnie pierzastych, spodem nagich, długoogonkowych, pokrytych jasnobrunatnymi łuskami. Odcinki drugiego rzędu gęste, podługowate, tępe, karbowanopiłkowane lub piłkowano-wcinane. Długość dolnego odcinka drugiego rzędu ok. 1,5 raza przewyższa długość stojącego nad nim ze strony górnej. Kupki drobne, nie dotykające się.
Gatunki podobneInne gatunki nerecznic mają liście podzielone pojedynczo lub 3–4-krotnie, te o liściach mocniej podzielonych mają łuski na ogonkach wyraźnie ciemniejsze w środkowej części, blaszki ogruczolone, kłącze wznoszące się.

## Biologia i ekologia
Występuje w cienistych, wilgotnych i świeżych iglastych i mieszanych borach. Jest to trująca roślina.

## Zastosowanie
Kłącze nerecznicy krótkoostnej (Rhizoma Filicis spinulosi) zawiera floroglucydy (aspidyna, dezaspidyna), niekiedy stosowana jak nerecznica samcza (Dryopteris filis-mas).